# Primelin
Primelin (bretonisch Prevel) ist eine französische Gemeinde mit 641 Einwohnern (Stand 1. Januar 2022) im Département Finistère.

## Lage
Der Ort befindet sich im Südwesten der Bretagne an der Atlantikküste auf der Halbinsel Cap Sizun. Quimper liegt 36 Kilometer östlich, Brest 40 Kilometer nördlich und Paris etwa 520 Kilometer östlich (Angaben in Luftlinie).

## Verkehr
Bei Quimper und Châteaulin befinden sich die nächsten Abfahrten an der Schnellstraße E 60 (Brest-Nantes) und Regionalbahnhöfe an der überwiegend parallel verlaufenden Bahnlinie. Der Bahnhof von Brest ist Endpunkt des TGV Atlantique nach Paris und die Flughäfen Aéroport de Brest Bretagne nahe Brest und Aéroport de Lorient Bretagne Sud bei Lorient sind die nächsten Regionalflughäfen.

## Bevölkerungsentwicklung
| Jahr                       | 1962 | 1968 | 1975 | 1982 | 1990 | 1999 | 2009 | 2017 |
| Einwohner                  | 1264 | 1177 | 1085 | 1023 | 931  | 787  | 742  | 702  |
| Quellen: Cassini und INSEE |      |      |      |      |      |      |      |      |

## Sehenswürdigkeiten
- Kirche Saint-Primel
- Kapelle Saint-Chrisanthe
- Kapelle Saint-Théodore
- Kapelle Saint-Tugen

Siehe auch: Liste der Monuments historiques in Primelin

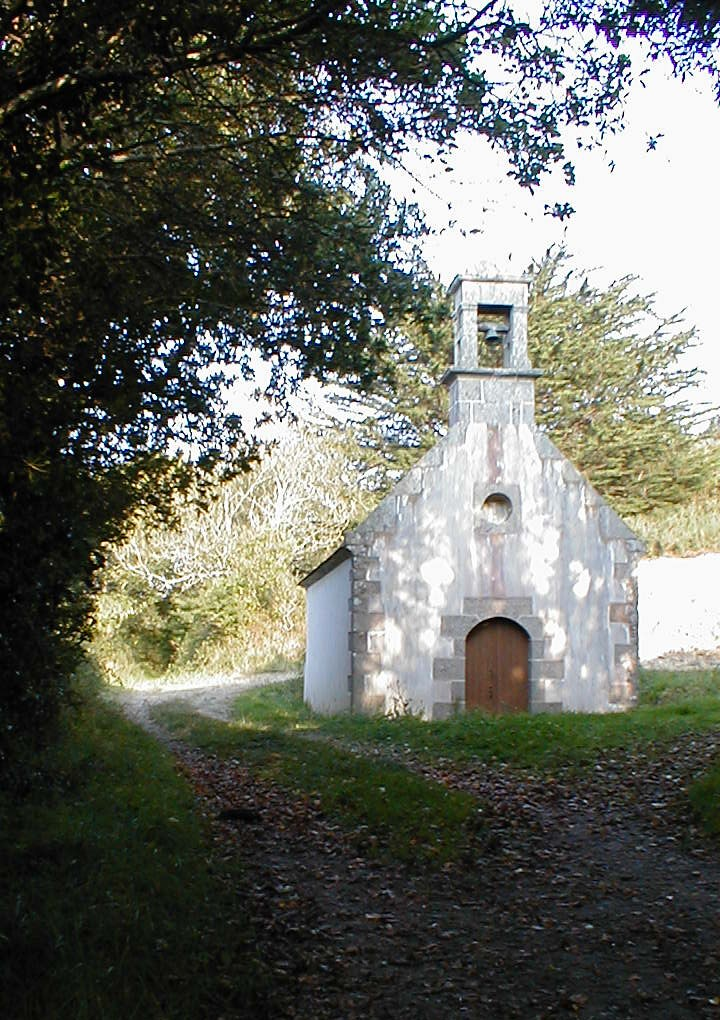
Kapelle Saint-Chrisanthe
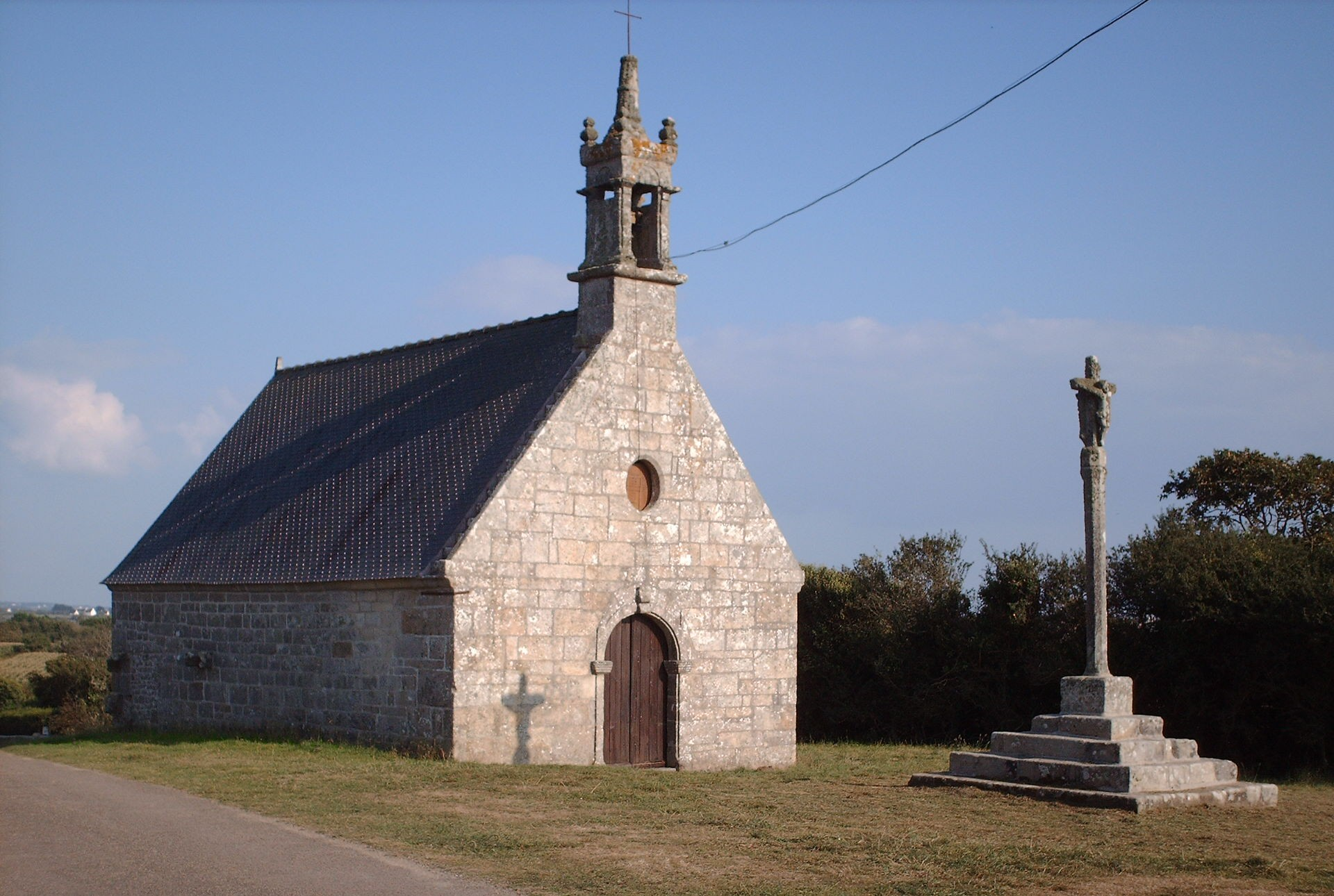
Kapelle Saint-Théodore
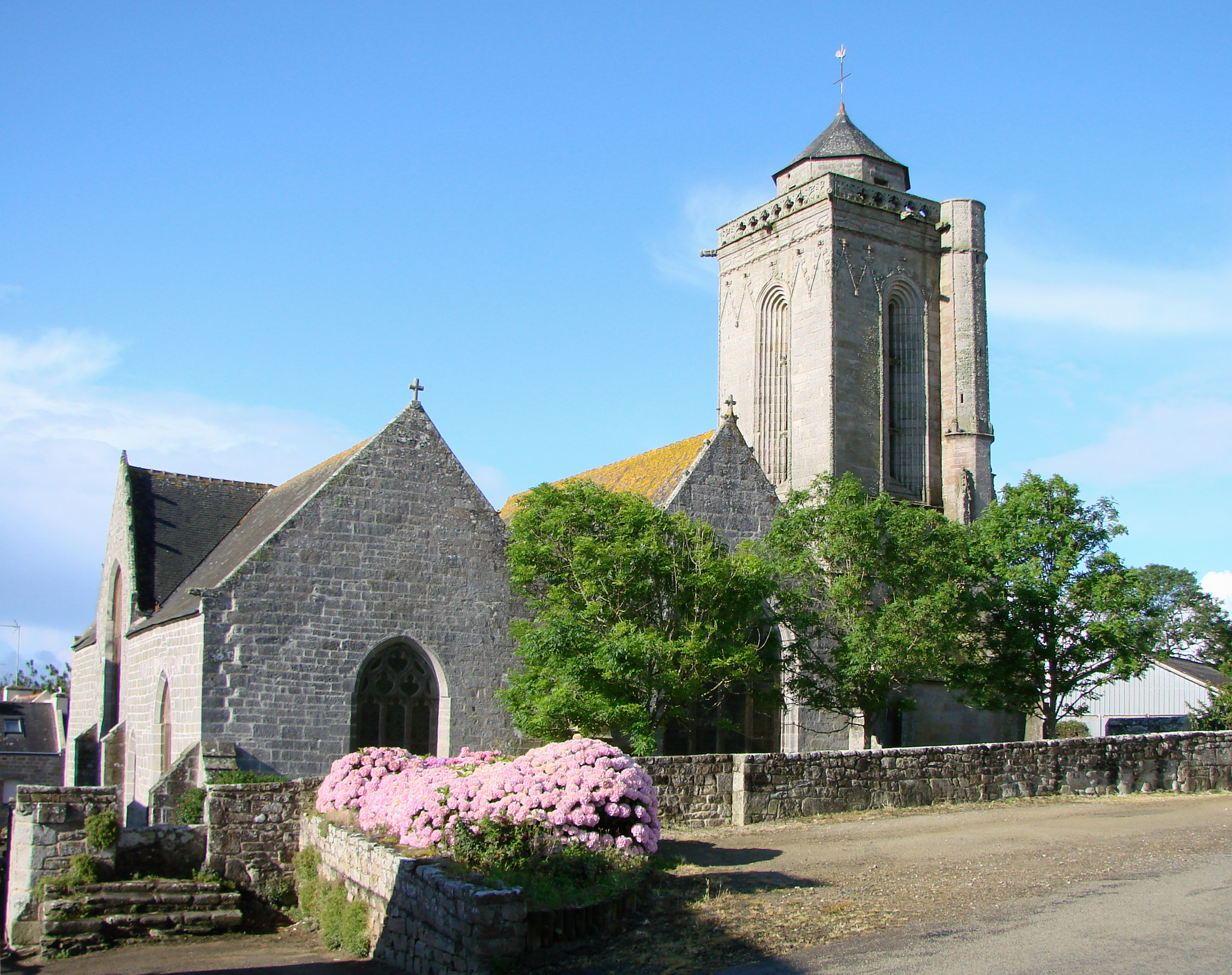
Kapelle Saint-Tugen